# Ли Бонсен
Ли Бонсен (1906 год, село Сидими, Южно-Уссурийский уезд, Приморская область, Приамурский край, Российская империя — июнь 1980 года, Ташкентская область, Узбекская ССР, СССР) — советский хозяйственный, государственный и политический деятель, звеньевой колхоза «Полярная звезда» Средне-Чирчикского района Ташкентской области, Узбекская ССР. Герой Социалистического Труда.

## Биография
Родился в 1906 году в селе Сидими Адиминской волости Южно-Уссурийского уезда. Член КПСС с 1931 года.
С 1920 года — на хозяйственной, общественной и политической работе. В 1920—1965 гг. — работник в хозяйстве родителей, председатель колхоза «Полярная звезда» в деревне Липовка Михайловского района Приморской области, слушатель корейской советской партийной школы, пропагандист, колхозник, завхоз, кладовщик в колхозе «1 Мая» Гродековского района Уссурийской области Дальневосточного края, заведующий избой-читальней в колхозе «Большевик» Пастдаргомского района Самаркандской области, бригадир колхоза «Полярная звезда» Средне-Чирчикского района Ташкентской области Узбекской ССР, заместитель председателя колхоза «XIX партсъезд» Урта-Сарайского района Ташкентской области, полевод колхоза «ХХ партсъезд» Урта-Сарайского района, бригадир в колхозе имени Калинина Средне-Чирчикского района Ташкентской области.
В 1948 году звено Ли Бонсена получило в среднем с каждого гектара по 81,4 центнера риса на участке площадью 20,3 гектара. Указом Президиума Верховного Совета СССР от 18 мая 1949 года удостоен звания Героя Социалистического Труда «за получение высоких урожаев риса на поливных землях при выполнении колхозом обязательных поставок и контрактации по всем видам сельскохозяйственной продукции, натуроплаты за работу МТС в 1948 году и обеспеченности семенами всех культур в размере полной потребности для весеннего сева 1949 года» с вручением ордена Ленина и золотой медали «Серп и Молот».
С 1953 года — заместитель председателя колхоза «XIX партсъезд» Урта-Сарайского района Ташкентской области, с 1957 года — полевод в этом же колхозе, с 1961 года — бригадир колхоза имени Калинина Средне-Чирчикского района.
Умер в Ташкентской области в 1980 году.